# مسجد اسمهان سلطان

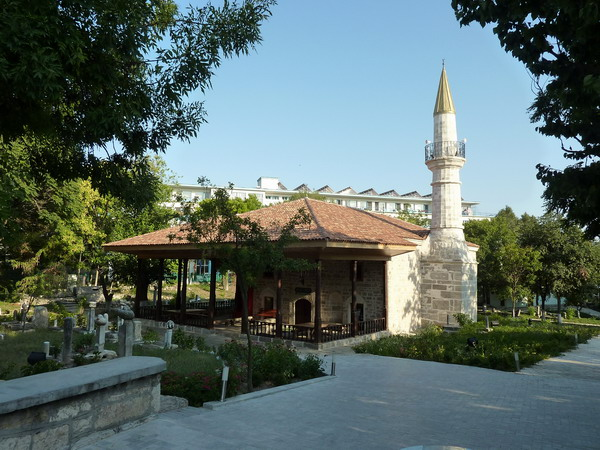
مسجد اسمهان سلطان

مسجد اسمهان سلطان (به رومانیایی: Moscheea Esmahan Sultan, Mangalia) قدیمی‌ترین مسجد رومانی که در سال ۱۵۷۵ توسط اسمهان دختر سلیم دوم در دوران امپراطوری عثمانی در شهر منگلیا بنا شده‌است. مسجد اسمهان سلطان که توسط ۸۰۰ خانواده مسلمان از اقوام ترک و تاتار اداره می‌شود و در دهه ۱۹۹۰ مرمت شده‌است، در محوطه مسجد ۳۰۰ قبر قدیمی موجود می‌باشد.

## نگارخانه

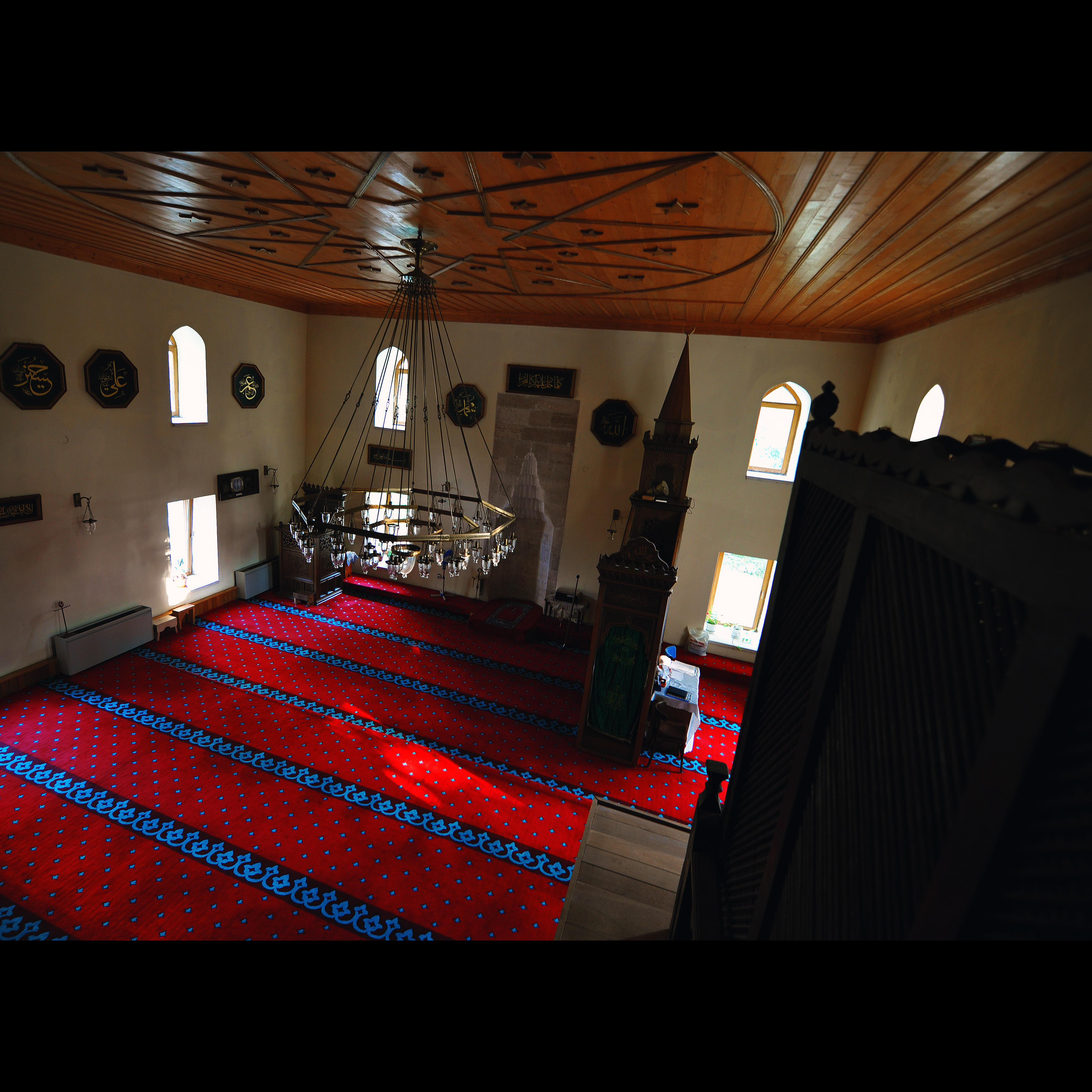